# Республіканська обсерваторія

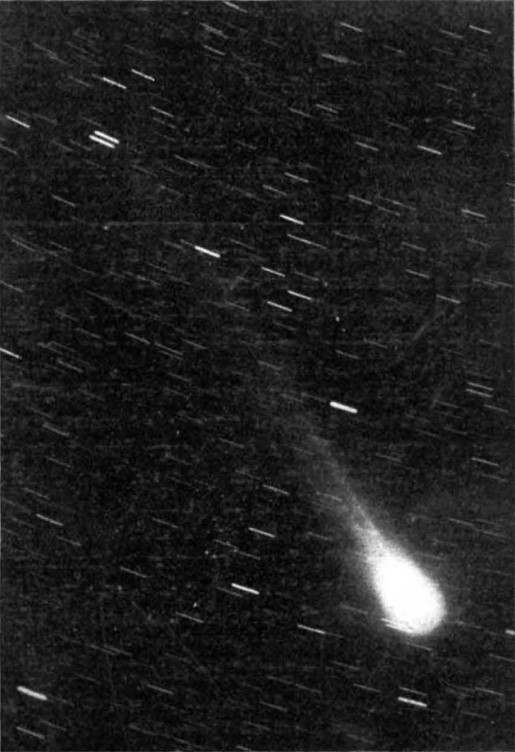
Фотографія комети Мелліш, отримана зоряною камерою Франкліна Адамса обсерваторії Юніон 6 червня 1915 року, з експозицією 90 хвилин. Тоді положення комети становило RA 22h. 35 м., схилення 70° 18′ пд.

Республіканська обсерваторія, також відома як Йоганнесбурзька обсерваторія (078) — неіснуюча астрономічна обсерваторія в Йоганнесбурзі, Південна Африка, яка діяла між 1903 і 1971 роками. Розташована на Обсерваторійному хребті, найвищій точці міста на висоті 1808 метрів у передмісті Обсерваторія.  
Обсерваторія та її колишня прибудова, § Leiden Southern Station відома відкриттям 6000 подвійних зірок і Проксимою Центавра, зробленою астрономом Робертом Іннесом. В обсерваторії було зроблено 578 ідентифікацій малих планет, рекордна кількість на той час.  Центр малих планет вважає обсерваторію місцем, де астрономи Гаррі Вуд, Сиріл Джексон, Хендрік ван Гент, Ернест Джонсон, Ейнар Герцспрунг, Якобус Брувер і Джозеф Чармс відкрили 147 малих планет (див. § List of discovered minor planets). 

## Історія
Виникнення обсерваторії почалося, коли 29 жовтня 1902 року Теодор Рейнерт з Південноафриканської асоціації сприяння розвитку науки звернувся до губернатора колонії Трансвааль Альфреда Мілнера з проханням про створення метеорологічної та астрономічної обсерваторії в Йоганнесбурзі. Помічник міністра колоній У. Х. Мур погодився на проект 17 грудня 1902 року, при цьому бюджет було збільшено з £1350 до £5629 через зміни обладнання.
1 квітня 1903 року в Йоганнесбурзі було тимчасово створено новий Департамент метеорології. Для нової обсерваторії шукали місце, і 12 травня 1903 року міська рада Йоганнесбурга ухвалила рішення про розміщення в межах муніципалітету. Земля площею вісім акрів, розташована на хребті на захід від Індіанського військового меморіалу, була на північній межі ферми Дорнфонтейн, яка нині є частиною передмістя Обсерваторії, і була подарована родиною Безуіденхаут, а ще два акри були продані за 500 фунтів стерлінгів. Земля була надана тільки для використання наукою, а дорога, пізніше названа Обсерваторним проспектом, також повинна була бути побудована поблизу місця. Будівля обсерваторії була побудована і офіційно відкрита 17 січня 1905 року губернатором Мілнером, але не мала астрономічного обладнання. 
У 1906 році доктор Оскар Беклунд позичив універсальний інструмент Hamberg (2 5/8-дюймове предметне скло). У вересні 1907 року 9-дюймовий рефрактор Грабба використовувався, але був відполірований у 1908 році. Пан Дж. Франклін-Адамс подарував обсерваторії 10-дюймову потрійну камеру OG Cooke Star-Camera в 1909 році. Дж. Б. Ріссік, міністр земель, дозволив придбати 26-дюймовий телескоп-рефрактор у сера Говарда Грабба в 1909 році. 

## ПівденнастанціяЛейдена
Південна станція Лейдена (081) була результатом співпраці голландської Лейденської обсерваторії та Юніон обсерваторії. З 1938 по 1954 рік він був додатком до Обсерваторії Союзу, а в 1954 році був перенесений до Хартбеспорта через світлове забруднення. Діяв до 1978 року 

## Відкриття

### Список відкритих малих планет
Центр малих планет вважає Обсерваторію Юніон (Йоганнесбург) місцем відкриття 147 малих планет, зроблених наступним списком астрономів:
 А Гаррі Едвін Вуд
B Сиріл Джексон
C Хендрік ван Гент
D Ернест Леонард Джонсон
E Ейнар Герцшпрунг
F Якобус Альберт Брюер
G Джозеф Чурмс
| 715 Трансваалія | 22 квітня 1911 року | Шаблон:LoMP [A] |
| 758 Манкунія    | 18 травня 1912 р    | Шаблон:LoMP [A] |
| 790 Преторія    | 16 січня 1912 р     | Шаблон:LoMP [A] |
| 982 Франкліна   | 21 травня 1922 р    | Шаблон:LoMP [A] |
| 1032 Пафурі     | 30 травня 1924 р    | Шаблон:LoMP [A] |
| 1096 Reunerta   | 21 липня 1928 р     | Шаблон:LoMP [A] |
| 1116 Катріона   | 5 квітня 1929 року  | Шаблон:LoMP [B] |
| 1132 Голландія  | 13 вересня 1929 р   | Шаблон:LoMP [C] |
| 1133 Лугдуна    | 13 вересня 1929 р   | Шаблон:LoMP [C] |
| 1165 Імпрінетта | 24 квітня 1930 року | Шаблон:LoMP [C] |
| 1186 Тернера    | 1 серпня 1929 р     | Шаблон:LoMP [B] |
| 1193 Африка     | 24 квітня 1931 року | Шаблон:LoMP [B] |
| 1194 Алетта     | 13 травня 1931 року | Шаблон:LoMP [B] |
| 1195 Орангія    | 24 травня 1931 року | Шаблон:LoMP [B] |
| 1196 Шеба       | 21 травня 1931 року | Шаблон:LoMP [B] |
| 1197 Родезія    | 9 червня 1931 року  | Шаблон:LoMP [B] |
| 1225 Аріан      | 23 квітня 1930 року | Шаблон:LoMP [C] |
| 1226 Голія      | 22 квітня 1930 року | Шаблон:LoMP [C] |
| 1241 Дайсона    | 4 березня 1932 року | Шаблон:LoMP [A] |
| 1242 Замбезія   | 28 квітня 1932 року | Шаблон:LoMP [B] |
| 1243 Памела     | 7 травня 1932 року  | Шаблон:LoMP [B] |
| 1244 Дейра      | 25 травня 1932 року | Шаблон:LoMP [B] |
| 1245 Кальвінія  | 26 травня 1932 року | Шаблон:LoMP [B] |
| 1246 Чака       | 23 липня 1932 р     | Шаблон:LoMP [B] |
| 1248 Югурта     | 1 вересня 1932 р    | Шаблон:LoMP [B] |

| 1264 Летаба    | 21 квітня 1933 року  | Шаблон:LoMP [B] |
| 1267 Гертруїда | 23 квітня 1930 року  | Шаблон:LoMP [C] |
| 1268 Лівія     | 29 квітня 1930 року  | Шаблон:LoMP [B] |
| 1278 Кенія     | 15 червня 1933 року  | Шаблон:LoMP [B] |
| 1279 Уганда    | 15 червня 1933 року  | Шаблон:LoMP [B] |
| 1282 Утопія    | 17 серпня 1933 року  | Шаблон:LoMP [B] |
| 1305 Понгола   | 19 липня 1928 р      | Шаблон:LoMP [A] |
| 1318 Неріна    | 24 березня 1934 року | Шаблон:LoMP [B] |
| 1319 Діса      | 19 березня 1934 року | Шаблон:LoMP [B] |
| 1320 Імпала    | 13 травня 1934 року  | Шаблон:LoMP [B] |
| 1321 Маджуба   | 7 травня 1934 року   | Шаблон:LoMP [B] |
| 1323 Тугела    | 19 травня 1934 року  | Шаблон:LoMP [B] |
| 1324 Книсна    | 15 червня 1934 року  | Шаблон:LoMP [B] |
| 1325 Інанда    | 14 липня 1934 р      | Шаблон:LoMP [B] |
| 1326 Лосака    | 14 липня 1934 р      | Шаблон:LoMP [B] |
| 1327 Намаква   | 7 вересня 1934 р     | Шаблон:LoMP [B] |
| 1336 Зеландія  | 9 вересня 1934 року  | Шаблон:LoMP [C] |
| 1337 Герарда   | 9 вересня 1934 року  | Шаблон:LoMP [C] |
| 1342 Брабантія | 13 лютого 1935 року  | Шаблон:LoMP [C] |
| 1349 Бечуана   | 13 червня 1934 року  | Шаблон:LoMP [B] |
| 1353 Мартьє    | 13 лютого 1935 року  | Шаблон:LoMP [C] |
| 1354 Бота      | 3 квітня 1935 року   | Шаблон:LoMP [B] |
| 1355 Магоеба   | 30 квітня 1935 року  | Шаблон:LoMP [B] |
| 1356 Nyanza    | 3 травня 1935 р      | Шаблон:LoMP [B] |
| 1357 Хама      | 2 липня 1935 р       | Шаблон:LoMP [B] |

| 1358 Гайка      | 21 липня 1935 року  | Шаблон:LoMP [B] |
| 1359 Прієска    | 22 липня 1935 р     | Шаблон:LoMP [B] |
| 1360 Тарка      | 22 липня 1935 р     | Шаблон:LoMP [B] |
| 1362 Гриква     | 31 липня 1935 р     | Шаблон:LoMP [B] |
| 1367 Нонгома    | 3 липня 1934 р      | Шаблон:LoMP [B] |
| 1368 р. Нумідія | 30 квітня 1935 року | Шаблон:LoMP [B] |
| 1383 Лімбург    | 9 вересня 1934 року | Шаблон:LoMP [C] |
| 1384 Кнієртьє   | 9 вересня 1934 року | Шаблон:LoMP [C] |
| 1385 Гелрія     | 24 травня 1935 року | Шаблон:LoMP [C] |
| 1389 Онні       | 28 вересня 1935 р   | Шаблон:LoMP [C] |
| 1393 Диван      | 25 травня 1936 року | Шаблон:LoMP [B] |
| 1394 Алгоа      | 12 червня 1936 року | Шаблон:LoMP [B] |
| 1396 Outeniqua  | 9 серпня 1936 року  | Шаблон:LoMP [B] |
| 1397 Умтата     | 9 серпня 1936 року  | Шаблон:LoMP [B] |
| 1427 Рувума     | 16 травня 1937 р    | Шаблон:LoMP [B] |
| 1428 р. Момбаса | 5 липня 1937 р      | Шаблон:LoMP [B] |
| 1429 Пемба      | 2 липня 1937 р      | Шаблон:LoMP [B] |
| 1430 Сомалі     | 5 липня 1937 р      | Шаблон:LoMP [B] |
| 1431 Луанда     | 29 липня 1937 р     | Шаблон:LoMP [B] |
| 1432 Ефіопія    | 1 серпня 1937 р     | Шаблон:LoMP [B] |
| 1456 Салданья   | 2 липня 1937 р      | Шаблон:LoMP [B] |
| 1467 Машона     | 30 липня 1938 року  | Шаблон:LoMP [B] |
| 1468 Зомба      | 23 липня 1938 р     | Шаблон:LoMP [B] |
| 1474 Бейра      | 20 серпня 1935 року | Шаблон:LoMP [B] |
| 1490 Лімпопо    | 14 червня 1936 року | Шаблон:LoMP [B] |

| 1505 Коранна     | 21 квітня 1939 року | Шаблон:LoMP [B]     |
| 1506 Xosa        | 15 травня 1939 року | Шаблон:LoMP [B]     |
| 1568 Ейлін       | 21 серпня 1946 року | Шаблон:LoMP [D]     |
| 1580 р. Бетулія  | 22 травня 1950 року | Шаблон:LoMP [D]     |
| 1585 Унія        | 7 вересня 1947 року | Шаблон:LoMP [D]     |
| 1595 Танга       | 19 червня 1930 року | Шаблон:LoMP [B] [A] |
| 1607 Мейвіс      | 3 вересня 1950 р    | Шаблон:LoMP [D]     |
| 1609 Бренда      | 10 липня 1951 року  | Шаблон:LoMP [D]     |
| 1618 Світанок    | 5 липня 1948 року   | Шаблон:LoMP [D]     |
| 1623 Вівіан      | 9 серпня 1948 року  | Шаблон:LoMP [D]     |
| 1627 Івар        | 25 вересня 1929 р   | Шаблон:LoMP [E]     |
| 1634 р. Ндола    | 19 серпня 1935 року | Шаблон:LoMP [B]     |
| 1638 Руанда      | 3 травня 1935 р     | Шаблон:LoMP [B]     |
| 1641 Тана        | 25 липня 1935 р     | Шаблон:LoMP [B]     |
| 1658 Іннес       | 13 липня 1953 року  | Шаблон:LoMP [F]     |
| 1660 Деревина    | 7 квітня 1953 року  | Шаблон:LoMP [F]     |
| 1663 ван ден Бос | 4 серпня 1926 р     | Шаблон:LoMP [A]     |
| 1666 ван Гент    | 22 липня 1930 року  | Шаблон:LoMP [C]     |
| 1667 Пелс        | 16 вересня 1930 р   | Шаблон:LoMP [C]     |
| 1670 Міннаерт    | 9 вересня 1934 року | Шаблон:LoMP [C]     |
| 1676 Кариба      | 15 червня 1939 року | Шаблон:LoMP [B]     |
| 1686 Де Сіттер   | 28 вересня 1935 р   | Шаблон:LoMP [C]     |
| 1689 Флоріс-Ян   | 16 вересня 1930 р   | Шаблон:LoMP [C]     |
| 1693 Герцшпрунг  | 5 травня 1935 року  | Шаблон:LoMP [C]     |
| 1694 Кайзер      | 29 вересня 1934 р   | Шаблон:LoMP [C]     |

| 1701 Окаванго       | 6 липня 1953 року   | Шаблон:LoMP [G] |
| 1702 Калахарі       | 7 липня 1924 р      | Шаблон:LoMP [E] |
| 1712 Ангола         | 28 травня 1935 року | Шаблон:LoMP [B] |
| 1731 Смутс          | 9 серпня 1948 року  | Шаблон:LoMP [D] |
| 1738 Oosterhoff     | 16 вересня 1930 р   | Шаблон:LoMP [C] |
| 1752 ван Герк       | 22 липня 1930 року  | Шаблон:LoMP [C] |
| 1753 Міке           | 10 травня 1934 року | Шаблон:LoMP [C] |
| 1760 Сандра         | 10 квітня 1950 року | Шаблон:LoMP [D] |
| 1784 Бенгела        | 30 червня 1935 року | Шаблон:LoMP [B] |
| 1816 Ліберія        | 29 січня 1936 року  | Шаблон:LoMP [B] |
| 1817 Катанга        | 20 червня 1939 року | Шаблон:LoMP [B] |
| 1819 Лапута         | 9 серпня 1948 року  | Шаблон:LoMP [D] |
| 1879 Брудерструм    | 16 жовтня 1935 р    | Шаблон:LoMP [C] |
| 1885 Гереро         | 9 серпня 1948 року  | Шаблон:LoMP [D] |
| 1914 Хартбеспортдам | 28 вересня 1930 р   | Шаблон:LoMP [C] |
| 1922 Зулу           | 25 квітня 1949 року | Шаблон:LoMP [D] |
| 1925 Франклін-Адамс | 9 вересня 1934 року | Шаблон:LoMP [C] |
| 1945 Wesselink      | 22 липня 1930 року  | Шаблон:LoMP [C] |
| 1946 Walraven       | 8 серпня 1931 року  | Шаблон:LoMP [C] |
| 1948 р. Кампала     | 3 квітня 1935 року  | Шаблон:LoMP [B] |
| 1949 Мессіна        | 8 липня 1936 р      | Шаблон:LoMP [B] |
| 1986 Плавт          | 28 вересня 1935 р   | Шаблон:LoMP [C] |
| 2019 від Альбада    | 28 вересня 1935 р   | Шаблон:LoMP [C] |
| 2025 Нортія         | 6 червня 1953 року  | Шаблон:LoMP [G] |
| 2066 Палала         | 4 червня 1934 року  | Шаблон:LoMP [B] |

| 2193 Джексон     | 18 травня 1926 р     | Шаблон:LoMP [A] |
| 2203 ван Рейн    | 28 вересня 1935 р    | Шаблон:LoMP [C] |
| 2378 Паннекук    | 13 лютого 1935 року  | Шаблон:LoMP [C] |
| 2546 Лібитіна    | 23 березня 1950 року | Шаблон:LoMP [D] |
| 2651 Карен       | 28 серпня 1949 року  | Шаблон:LoMP [D] |
| 2718 Хендлі      | 30 липня 1951 року   | Шаблон:LoMP [D] |
| 2801 Гюйгенс     | 28 вересня 1935 р    | Шаблон:LoMP [C] |
| 2825 Кросбі      | 19 вересня 1938 р    | Шаблон:LoMP [B] |
| 2829 Бобхоуп     | 9 серпня 1948 року   | Шаблон:LoMP [D] |
| 2831 Стевін      | 17 вересня 1930 р    | Шаблон:LoMP [C] |
| 2865 Лавр        | 31 липня 1935 р      | Шаблон:LoMP [B] |
| 2945 Занстра     | 28 вересня 1935 р    | Шаблон:LoMP [C] |
| 3184 Рааб        | 22 серпня 1949 року  | Шаблон:LoMP [D] |
| 3284 Нібур       | 13 липня 1953 року   | Шаблон:LoMP [F] |
| 3300 МакГлассон  | 10 липня 1928 р      | Шаблон:LoMP [A] |
| 3768 Монро       | 5 вересня 1937 р     | Шаблон:LoMP [B] |
| 4296 ван Воерком | 28 вересня 1935 р    | Шаблон:LoMP [C] |
| 4359 Берлаге     | 28 вересня 1935 р    | Шаблон:LoMP [C] |
| 4511 Рембрандт   | 28 вересня 1935 р    | Шаблон:LoMP [C] |
| 5038 Овербік     | 31 травня 1948 року  | Шаблон:LoMP [D] |
| (5452) 1937 NN   | 5 липня 1937 р       | Шаблон:LoMP [B] |
| 7102 Нілбоун     | 12 липня 1936 р      | Шаблон:LoMP [B] |